# William Latimer (4e baron Latimer)
Pour les articles homonymes, voir William Latimer.
William Latimer (24 mars 1330 – 28 mai 1381), 4e baron Latimer, est un chevalier et diplomate anglais. Après avoir servi dans l'armée au cours des chevauchées en France puis à la cour d'Édouard III, il fut destitué par le Bon Parlement de 1376 : il est historiquement le premier personnage à avoir été frappé de cette sanction par le Parlement d'Angleterre.

## Service en France
Né le 24 mars 1330 à Scampston dans le Yorkshire du Nord, Latimer était le fils du baron William Latimer (3e du nom), et d'Élisabeth, fille du baron Jean de Botetourt. Il épousa en 1353 Élisabeth FitzAlan, fille du comte d'Arundel et d'Alice de Warenne ; ils eurent une fille, Élisabeth (1357–1395). Celle-ci épousera en premières noces le baron John Neville de Raby puis le baron Robert Willoughby de Eresby.
Il prit part à la bataille de Crécy en 1346, puis adoubé chevalier à Calais en 1351, il entra au service du roi. En janvier 1356 il assista au renoncement d’Édouard Balliol au trône d’Écosse et en 1359 servait en Gascogne. Il prit la succession de William FitzWarin dans l’Ordre de la Jarretière en 1361 et combattit pour Jean IV de Bretagne à la bataille d'Auray en 1364. En 1368, il fut nommé gouverneur militaire de Bécherel puis en 1370, de Saint-Sauveur-le-Vicomte.

## Retour en Angleterre

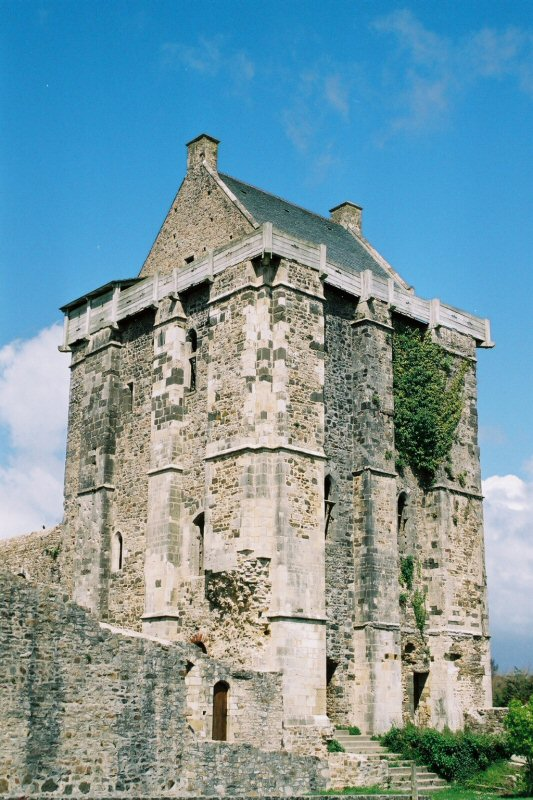
Le château de Saint-Sauveur le Vicomte était sous la responsabilité du baron Latimer.

De retour en Angleterre, il servit en tant que sénéchal de la Maison du Roi de 1368 à 1370 puis, à partir de 1371, en tant que Grand Chambellan. Son gendre, John Neville de Raby prit sa succession en tant que sénéchal, et tous deux furent, jusqu'en 1376, les personnages les plus en vue de la cour d'Angleterre. William Latimer bénéficiait en outre d'une grande faveur auprès du duc de Lancastre, le fils du roi Édouard. Il devint connétable du château de Douvres et Gouverneur des Cinque-Ports en 1372. Il prit part aux négociations avec la couronne de Portugal en 1373 et avec la couronne de France en 1375.
Mais lorsque le Parlement d'Angleterre (dit « Bon Parlement »), fut convoqué en avril 1376, les députés firent connaître qu'ils désiraient débarrasser la cour de ses conseillers corrompus : ils mirent en accusation Latimer, Neville, le négociant Richard Lyons de Londres et Alice Perrers. Latimer était accusé d'extorsion de fonds en Bretagne ; d'avoir vendu la forteresse de Saint-Sauveur à l’ennemi, et d'avoir retardé l'expédition de secours de Bécherel en 1375 ; d'avoir tiré butin de vaisseaux pris à l'ennemi, d'avoir confisqué les amendes versées au roi, notamment celles de Robert Knolles et de la ville de Bristol ; enfin d'avoir, avec la complicité de Robert Lyons, sollicité du Trésor le remboursement d'avances fictives. Avec l'appui de William de Wykeham, le président de la Chambre Pierre de la Mare essaya de faire condamner d'emblée le baron Latimer, la Chambre des Communes agissant au nom du roi ; mais il échoua et il s'ensuivit un procès en bonne forme. Les charges contre Latimer furent attestées : il fut déchu de ses titres auprès de la Maison et du Conseil du Roi, mis à l'amende et incarcéré. Il reçut le pardon royal en octobre 1376 et, avec le retour en grâce du duc de Lancastre, retrouva la faveur du monarque. 
La destitution de Latimer est la plus ancienne dont la trace soit conservée dans les archives du Parlement du Royaume-Uni.

## Mort d'Édouard III
Latimer était l'un des exécuteurs testamentaires d’Édouard III, qui mourut en juin 1377. Le baron Latimer devint en 1377 gouverneur de Calais, et combattit les Espagnols à L’Écluse. Il accompagna encore le comte de Buckingham Thomas de Woodstock lors de sa chevauchée de France en Bretagne en 1380. Latimer mourut le 28 mai 1381 et fut inhumé à Guisborough, dans le Yorkshire, laissant son titre de baron Latimer à sa fille Élisabeth (1357–1395).

### Source
- (en) Dictionary of National Biography, Oxford University Press, 1885–1900 (lire en ligne), « Latimer, William, forth Baron Latimer »